# 玩转愚人节
《玩转愚人节》（I Get That A Lot）是由彼得·M·考汉创作的一档真人秀电视特辑，间或会在哥伦比亚广播公司播出，该节目让名人在日常的工作岗位上工作。隐藏摄像头会拍摄下不知情的顾客和行人的反应。如果名人被认出，他们会矢口否认，并声称“我经常被人这样说”（I get that a lot），直到节目结束，摄像机显现，他们才可揭示自己的身份。台灣與香港翻譯為《人有相似》。
前两集还在在澳大利亚的第十频道播出过。